# PASSAGE (宮野真守のアルバム)
『PASSAGE』（パッセージ）は、宮野真守の4枚目のオリジナルアルバム。2013年9月18日にキングレコードから発売された。

## 概要
宮野のアルバムとしては前作『FANTASISTA』から約1年5か月ぶりのリリースとなる。
2013年で音楽活動5周年並びに生誕30周年であることに加え、10月4日に日本武道館で「MAMORU MIYANO SPECIAL LIVE 2013 〜TRAVELING!〜」が開催されることから集大成的なアルバムに仕上がっている。テーマは同ライブに向けての抱負および目標をアルバムに込めたいという意向から「未来」にしたという。タイトルの「PASSAGE」は、「通過点」、「旅」、「楽節」を意味しており、前進することで未来を垣間見たいという想いから付けられた。
販売形態は初回限定盤（KICS-91964）・通常盤（KICS-1964）の2種リリースで、初回限定盤には「ULTRA FLY」、「カノン」、「Identity」のPVを収録したDVDが付属されている。ちなみにディスクジャケットは北海道で撮影された。

## 収録内容
CD
1. UNSTOPPABLE [3:52][1]
  - 作詞・作曲・編曲：STY
  - アルバムのコンセプトを基に作成されたアップチューンなドラムンベース調の曲で[7]、曲中ではピアノが激しさと心地よさが折り混ざった音色を紡ぎ出している[8]。歌詞は自身の過去を振り返る内容になっており、宮野によれば「全ての経験は無駄じゃない」というメッセージが込められているという[7][6]。
2. ULTRA FLY [3:56][1]
  - 作詞：宮野真守、作曲：小山寿、編曲：高橋浩一郎
  - 特撮テレビドラマ『ウルトラマン列伝』オープニングテーマ
3. Identity [5:12][1]
  - 作詞：荘野ジュリ、作曲・編曲：JIN NAKAMURA
  - 和楽器が活躍するR&B風の曲で、日本の侘び寂びが表現されている[7][6]。PVでは和洋折衷と振袖風の和服の2パターンの衣装を着こなしている[9]。
4. THANK YOU (reprise) [4:12][1]
  - 作詞：STY、作曲・編曲：STY・Blaqsmurph
5. 愛の詩〜Ulyssesの宴〜 [4:01][1]
  - 作詞：ucio、作曲・編曲：市川淳
  - ジャズの要素が取り入れられた楽曲[6]。
6. GOLDEN NIGHT -futuremix- [5:10][1]
  - 作詞：ucio、作曲・編曲：TSUGE
7. カノン [4:22][1]
  - 作詞・作曲：上松範康、編曲：藤田淳平
  - テレビアニメ『うたの☆プリンスさまっ♪ マジLOVE2000%』オープニングテーマ
8. 辻の華 [4:53][1]
  - 作詞・作曲：marhy、編曲：市川淳
  - 二胡が活躍するオリエンタル調の曲[7][6]。
9. スーパーノヴァ [3:56][1]
  - 作詞：marhy、作曲・編曲：YASUSHI WATANABE
  - ライブで観客と一緒に盛り上がることが出来る参加型の曲として制作された[6]。
10. Calling [4:06][1]
  - 作詞：宮野真守、作曲・編曲：高橋浩一郎
  - 歌詞には「お互いが顔を合わせて密なコミュニケーションを取ったほうがいい」という宮野自身の思いが投影されている[6]。
11. passage, [4:55][1]
  - 作詞：宮野真守、作曲・編曲：STY
  - 作詞を先行して制作された楽曲で、宮野が思う「未来」をまとめたという。タイトルのコンマには「ここからまだ続く」という意味が込められている[6]。
  - 後に発売されたビデオクリップ集『MAMORU MIYANO presents M&M CHRONICLE』では、ファン投票で選ばれた本曲のミュージック・ビデオが制作されている[10][11]。
12. 未来 [4:41][1]
  - 作詞：ucio、作曲・編曲：TSUGE

DVD（初回限定盤のみ）
1. ULTRA FLY（MUSIC VIDEO）
2. カノン（MUSIC VIDEO）
3. Identity（MUSIC VIDEO）
4. MAKING